# Édouard Bourdet
Édouard Bourdet, nascut el 26 d'octubre de 1887 a Saint-Germain-en-Laye i mort el 17 de gener de 1945 a París, va ser un autor dramàtic i periodista francès.

## Teatre
- 1910: Le Rubicon
- 1912: La Cage ouverte, Théâtre Michel
- 1922: L'Heure du berger.
- 1923: L'Homme enchaîné, obra en 3 actes, Théâtre Femina, el 7 de novembre
- 1926: La Prisonnière, interpretada a Londres, a Nova York i a Viena.
- 1927: Vient de paraître, comèdia en 4 actes, Théâtre de la Michodière, el 25 de novembre
- 1929: Le Sexe faible, comèdia en 3 actes en cartell durant molt de temps al Théâtre de la Michodière, estrenada el 10 de desembre, i representada també a Berlín.
- 1932: La Fleur des pois, comèdia en 4 actes, Théâtre de la Michodière, el 4 d'octubre.
- 1934: Les Temps difficiles, obra en 4 actes, Théâtre de la Michodière, el 30 de gener.
- 1935: Margot, obra en 2 actes, Théâtre Marigny, el 26 de novembre.
- 1936: Fric-Frac, obra en 5 actes, Théâtre de la Michodière, el 15 d'octubre
- 1941: Hyménée, obra en 4 actes, Théâtre de la Michodière, el 7 de maig.
- 1942: Père, Théâtre de la Michodière, el 15 de desembre.